# Маркос Генети
Маркос Генети Гутета — эфиопский легкоатлет, который специализируется в беге на длинные дистанции. Бронзовый призёр чемпионата мира в помещении на дистанции 3000 метров.

## Достижения
На чемпионате мира по кроссу 2007 года занял 15-е место в личном первенстве. В 2011 году выиграл Лос-Анджелесский марафон с рекордом трассы.
Бронзовый призёр Дубайского марафона 2012 года с результатом 2:04.54.
В сезоне 2014 года выступил на 2-х марафонах. 24 января занял 2-е место на Дубайском марафоне, показав время 2:05.13. 21 апреля занял 5-е место на Бостонском марафоне с результатом 2:09.50.
22 февраля 2015 года финишировал на 6-м месте — 2:07.25.